# リジェ・JS33
リジェ・JS33 (Ligier JS33) は、リジェチームが1989年シーズン、1990年シーズンのF1参戦に用いたフォーミュラ1カーである。デザイナーはミシェル・ボイジョン、クロード・ギャロバン、リカルド・ディビラ。

## 概要

### 開発
前作JS31の2分割燃料タンクという試みが失敗に終わり、年間ノーポイントと不振の一年を過ごしたことから、基礎設計を担当したミシェル・ボイジョンはJS33をシンプルな構成が重視したコンサバティブなマシンとして設計した。外観はマーチ・881に似ており、マーチから購入した同じギアボックスが使用された。JS33の最終仕上げはブラジル人エンジニアのリカルド・ディビラによって行われた。サスペンションはJS31までのプルロッドからプッシュロッドへと変更され、パワーステアリングも廃止された。エンジンはジャッドV8との契約を1年で終了してラングフォード&ペック（Langford&Peck）によってチューンされたコスワースDFRに変更された。燃料タンクは一つにまとめられ、ドライバー背後に集約される一般的な構成となった。

### 1989年シーズン
ドライバーはベテラン、ルネ・アルヌーが残留。ルーキーオリビエ・グルイヤールが加入しフランスドライバーコンビとなった。国際F3000ランキング2位の肩書を持つグルイヤールは、予選でアルヌーを時に上回るなど「今季の掘り出し物」と荒削りながら速さを評価された。豪雨となったカナダGPでは、アルヌーがベテランらしいしぶとい走りで5位に入り2ポイントを獲得。リジェに2年ぶり（'87年第3戦ベルギーGP以来）となる選手権ポイントをもたらした。つづく第7戦フランスGPではグルイヤールが6位に入賞しポイントを獲得。ドライバー2名ともポイント獲得できたシーズンは1986年以来3年ぶりであり、JS33はこの数年のリジェのマシンとしては堅調といえる結果を出し、コンストラクターズランキングを13位で終えた。しかし、2名あわせて予選落ち11回を数え、モナコGPではトップ争いをしているマクラーレン・ホンダのアラン・プロストを、周遅れになりかかっているアルヌーが数周にわたりブロックしたことが同年リジェが最も長くテレビ中継に映った光景になるなど、物議をかもすこともあった。
アルヌーはこの年限りでのF1引退を表明。しかし最終戦オーストラリアGPではリジェの二台がコーナーで絡みスピンする場面があるなど、12年間F1で戦ったアルヌーにとって後味の悪い終幕となった。

### 1990年シーズン
1990年は開幕からJS33Bが投入された。マーチから購入したギアボックスの使用をやめ、新たにX-tracのトランスミッションユニットが採用され、フロントサスペンションも見直された。このBスペックでは車両の重量も軽量化されていた。ドライバーラインナップは一新され、前年ラルース・ランボルギーニでポイントを獲得する速さを見せていたフィリップ・アリオーと、スクーデリア・フェラーリとのオプション契約を終了させてのリジェ加入となるイタリア期待のニコラ・ラリーニを起用した。マシンの主要な構成パッケージが継続されたことで熟成度が増し、前シーズンに比べて完走率は高まったが、一方で多数のユーザーが使用するV8のDFRエンジンは非力な存在でもあり直線スピードに欠け、上位進出は難しかった。その中でも第4戦モナコGPではアリオーがフットワーク・アロウズのアレックス・カフィとバトルを繰り広げ、抑え続けていたがトランスミッショントラブルによりストップ。後ろを走っていたカフィが5位でポイント獲得となったことから大いに悔やまれるトラブル発生となった。
シーズン後半、第12戦イタリアGPでは新しいX-トラック製の横置きトランスミッションが組み込まれた、JS33Cを投入。予選を終えたアリオーからは「新しい横置きギアボックスの効果で全体的にバランスが向上した」と評価するコメントが得られるなど改良は続けられたが、シーズン最高成績はラリーニによる7位とポイントを獲得することはできなかった。
この年のリジェについて多く報じられたのはラリーニの完走率で、最終戦オーストラリアGPでも完走し全16戦中13戦完走を成し遂げたラリーニに対しては、モータージャーナリスト今宮純が「あのリジェで13戦完走とは開幕前だれも考えていなかったのではないか。それが出来るマシンを造ったチームも良かった。」とこのレースでの5番手のパフォーマンス評価を与え健闘を讃えた。
1990-91年シーズンオフにウィリアムズ・ルノーより移籍加入したティエリー・ブーツェンはテストで初めてJS33Cに乗った際に「フィーリングはかつて乗ったベネトン・B188に似ている。B188は僕がこの2年乗っていたウィリアムズより全然良いマシンだったんだよ。リジェでレースをするのが楽しみになった。」とシャシー素性の好印象を述べた。

## スペック
- ホイールベース 2,850 mm
- フロントトラック 1,810 mm
- リヤトラック 1,698 mm
- トランスミッション リジェ/ヒューランド 6速縦置き(JS33),エクストラック製 6速縦置き(JS33B),エクストラック製 6速横置き(JS33C)
- イグニッション コスワース
- フューエルシステム　ルーカスオイル（英語版）
- ダンパー コニ
- ブレーキキヤリパ ブレンボ
- タイヤ グッドイヤー

## F1における全成績
(key) （太字はポールポジション）
| 年     | チーム        | シャシー    | エンジン               | タイヤ | No. | ドライバー             | 1   | 2   | 3   | 4   | 5   | 6   | 7   | 8   | 9   | 10  | 11  | 12  | 13  | 14  | 15  | 16  | ポイント | 順位 |
| ------ | ------------- | ----------- | ---------------------- | ------ | --- | ---------------------- | --- | --- | --- | --- | --- | --- | --- | --- | --- | --- | --- | --- | --- | --- | --- | --- | -------- | ---- |
| 1989年 | リジェ ロト   | JS33        | コスワース DFR 3.5, V8 | G      |     |                        | BRA | SMR | MON | MEX | USA | CAN | FRA | GBR | GER | HUN | BEL | ITA | POR | ESP | JPN | AUS | 3        | 13   |
| 1989年 | リジェ ロト   | JS33        | コスワース DFR 3.5, V8 | G      | 25  | ルネ・アルヌー         | DNQ | DNQ | 12  | 14  | DNQ | 5   | Ret | DNQ | 11  | DNQ | Ret | 9   | 13  | DNQ | DNQ | Ret | 3        | 13   |
| 1989年 | リジェ ロト   | JS33        | コスワース DFR 3.5, V8 | G      | 26  | オリビエ・グルイヤール | 9   | DSQ | Ret | 8   | DNQ | DNQ | 6   | 7   | Ret | DNQ | 13  | Ret | DNQ | Ret | Ret | Ret | 3        | 13   |
| 1990年 | リジェ ジタン | JS33B JS33C | コスワース DFR 3.5, V8 | G      |     |                        | USA | BRA | SMR | MON | CAN | MEX | FRA | GBR | GER | HUN | BEL | ITA | POR | ESP | JPN | AUS | 0        | -    |
| 1990年 | リジェ ジタン | JS33B JS33C | コスワース DFR 3.5, V8 | G      | 25  | ニコラ・ラリーニ       | Ret | 11  | 10  | Ret | Ret | 16  | 14  | 10  | 10  | 11  | 14  | 11  | 10  | 7   | 7   | 10  | 0        | -    |
| 1990年 | リジェ ジタン | JS33B JS33C | コスワース DFR 3.5, V8 | G      | 26  | フィリップ・アリオー   | EX  | 12  | 9   | Ret | Ret | 18  | 9   | 13  | DSQ | 14  | DNQ | 13  | Ret | Ret | 10  | 11  | 0        | -    |

## 参照
1. ↑  Henry, Alan (1989). “Technical Review: The Cosworth Customers”. In Henry, Alan. Autocourse 1989–90. Richmond, Surrey, England: Hazelton Publishing
2. ↑  Henry, Alan (1990). “Technical Review: The Cosworth Privateers”. In Henry, Alan. Autocourse 1990–91. Richmond, Surrey, England: Hazelton Publishing
3. ↑  RACE REPORT F1GPX '90モナコGP号 5頁 1990年6月16日発行
4. ↑  Voice イタリアGP予選 F1GPX '90イタリアGP号 35頁 1990年9月28日発行
5. ↑  RACE REPORT オーストラリアGP　Racing On No.088 70-74頁 1991年1月1日発行
6. ↑  静かなる再出発 ティエリー・ブーツェン　Racing On No.091 76-81頁 1991年3月1日発行